# Siegfried Veit Simon
Siegfried Veit Simon (geb. 6. April 1877 in Berlin; gest. 26. Dezember 1934 in Frankfurt am Main) war ein deutscher Botaniker (Pflanzenphysiologe).

## Lebensweg
Der Botaniker Siegfried Veit Simon war das fünfte Kind von Theodor August Simon (1832–1903) und Hedwig Louise Liebermann (1843–1933).
Nach seiner Lehrer als Gärtner in Berlin, Bonn und Wiesbaden in den Jahren 1895 bis 1899 studierte Simon in Berlin und Leipzig. An der Friedrich-Wilhelms-Universität in Berlin nahm er an Lehrveranstaltungen unter anderem von Leopold Kny (1841–1916) teil. Er wurde in Leipzig bei Wilhelm Pfeffer (1845–1920) mit einer Arbeit über „Untersuchungen über die Regeneration der Wurzelspitze“ zum Dr. phil. promoviert und wurde Pfeffers Assistent. Danach, 1903 oder 1904, ging er zu Gottfried Dietrich Wilhelm Berthold (1854–1937) an die Universität Göttingen und arbeitete dort bis 1909 als dessen Assistent; dann wurde er Privatdozent für Botanik in Göttingen. Ende 1909 hat Simon hat sich an der Universität Göttingen, im April 1910 an der Technischen Hochschule in Berlin für Botanik habilitiert.
Simons Forschungsgebiet – vor einer fünfjährigen Unterbrechung durch seine Teilnahme am Ersten Weltkrieg und seine Kriegsgefangenschaft – war die Entwicklungsphysiologie insbesondere von Holzgewächsen, mit Anwendungen auf tropische Nutzbäume. 1910 erhielt Siegfried Veit Simon ein botanisches Tropenstipendium (Buitenzorg-Stipendium). So konnte er in Java, Ceylon und Britisch-Indien botanische Erfahrungen und Erkenntnisse sammeln.
Simon meldete sich gleich zu Beginn des Ersten Weltkrieges als Freiwilliger. Er war zunächst Krankenpfleger, später Truppführer an der deutschen Ostfront. Ab Sommer 1916 war Veit Simon Soldat beim Landwehr-Infanterie-Regiment 74 in Peine. Er erhielt im Dezember 1916 in Abwesenheit den Professorentitel.
1920 kehrte Siegfried Veit Simon aus der Kriegsgefangenschaft zurück. Im Weltkrieg hatte er sich als Frontkämpfer das Eiserne Kreuz 2. Klasse erworben.
1922 war Simon Herausgeber des Botanischen Centralblattes der im September 1882 gegründeten Deutschen Botanischen Gesellschaft.
Im Jahr 1922 wurde Simon zum ordentlichen Professor der Botanik und zum Kustos am botanischen Institut der Universität Bonn ernannt. Ab Oktober 1922 hat Veit Simon den Lehrstuhl für „Botanik, Pharmakognosie und Nahrungsmittelbotanik“ inne. Er nahm auch das aufblühende Gebiet der Vererbungsphysiologie und Genetik hinzu.
Siegfried Veit Simon starb am 26. Dezember 1934 in seinem 57. Lebensjahr nach schwerer Krankheit in einer Klinik in Frankfurt am Main.